# میدان گازی کیش

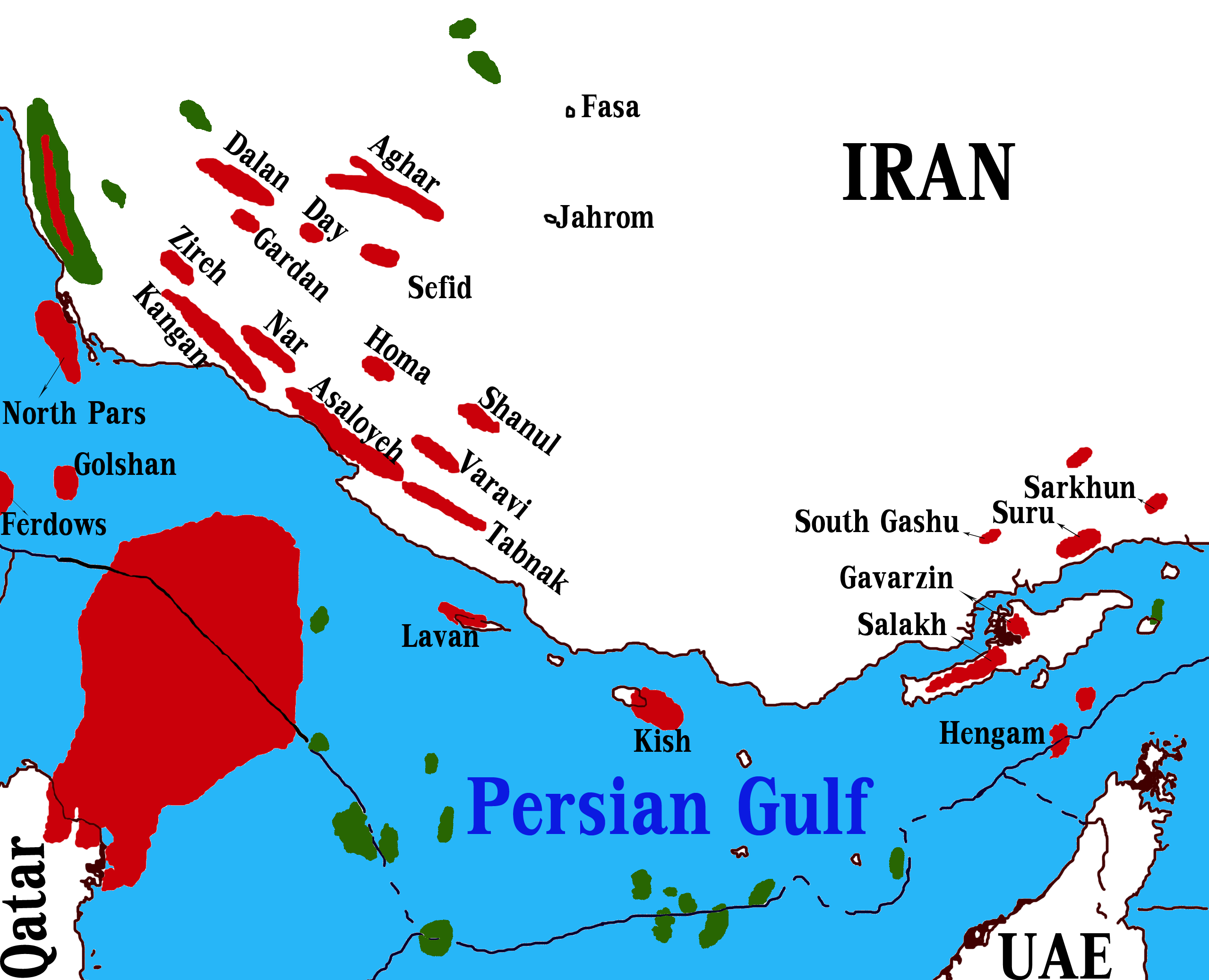
میدان‌های گازی ایران

میدان گازی کیش یکی از میدان‌های گازی ایران است که در خلیج فارس قرار دارد. این میدان که در فاصله ۳۰ کیلومتری شرق جزیره لاوان قرار دارد، طی لرزه‌نگاری دو بعدی در سال ۱۹۶۸ مشخص گردید. اولین چاه این میدان گازی در ۲۶ می ۱۹۶۸ توسط شرکت اسکو برای ارزیابی پتانسیل هیدروکربوری افق آسماری، گروه بنگستان، خامی و دهرم حفاری شد.
حجم گاز درجای میدان در حالت مورد انتظار در حدود ۴۸ تریلیون فوت مکعب با ضریب بازیافت ۷۵ درصد و حجم میعانات گازی در جای میدان در حالت مورد انتظار در حدود ۵۱۴ میلیون بشکه تخمین زده شده‌است.